# Partido da Vida Livre do Curdistão

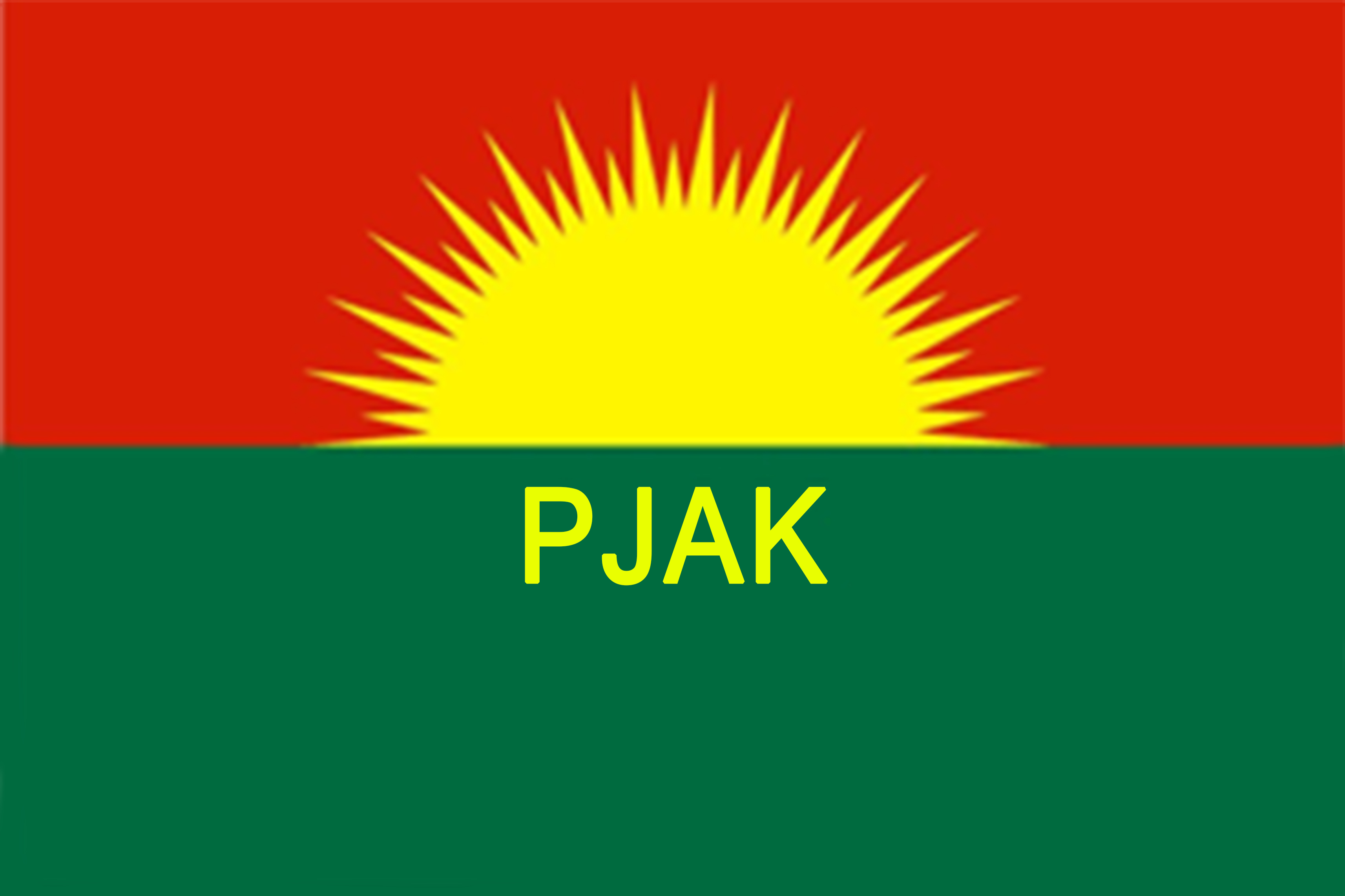
Bandeira do grupo.

Partido da Vida Livre do Curdistão (em curdo:  پارتی ژیانی ئازادی کوردستان ou Partiya Jiyana Azad a Kurdistanê ou PJAK, também conhecido como Partido para a Vida Livre do Curdistão, Partido por uma Vida Livre no Curdistão e, por vezes referido como PEJAK) é uma organização política e militante curda que tem travado uma luta armada intermitente desde 2004 contra o governo iraniano para buscar os direitos culturais e políticos e autodeterminação para os curdos no Irã.
A maioria dos especialistas descrevem o PJAK como uma ramificação do Partido dos Trabalhadores do Curdistão (PKK). De acordo com o New York Times, o PJAK compartilha a mesma liderança e logística dos militantes do PKK na Turquia, bem como a lealdade a seu líder Abdullah Öcalan, mas ao contrário do PKK, o grupo luta contra as forças do governo iraniano ao invés das do governo turco. Ambos os grupos são membros do Grupo de Comunidades no Curdistão (Koma Civakên Kurdistan ou KCK), um grupo guarda-chuva dos grupos políticos e rebeldes curdos na Turquia, Irã, Síria e Iraque.
A associação do braço armado do PJAK é estimada em 3.000 e provêm do Irã, Turquia, Iraque, Síria e da diáspora curda.  O grupo é considerado uma organização terrorista proibida pelo Irã, pela Turquia e pelos Estados Unidos.